# Општина Хогилаг (Сибињ)
Хогилаг (рум. Hoghilag) општина је у Румунији у округу Сибињ.
Oпштина се налази на надморској висини од 320 m.